# Bannes (Marne)
Bannes é uma comuna francesa na região administrativa do Grande Leste, no departamento de Marne. Estende-se por uma área de 23.33 km², e possui 260 habitantes, segundo o censo de 2018, com uma densidade de 11 hab/km².